# Paul Hamm
Paul Hamm (Ashland (Wisconsin), 24 september 1982) is een Amerikaans turner. 
Hamm behaalde tijdens de Olympische Zomerspelen 2000 de vijfde plaats in de landenwedstrijd en de veertiende plaats in de meerkamp.
In 2003 werd Hamm wereldkampioen op vloer en in de meerkamp. Tijdens de Olympische Zomerspelen 2004 in de meerkampfinale viel Hamm op sprong. Hamm en zijn coach gingen om die reden voor een 9,8 oefening aan de brug en rekstok. De Koreanen vochten deze gouden medaille vanwege een foute jurering van de oefening van Tae Young Yang aan tot het Hof van Arbitrage voor Sport waar de Koreanen in het ongelijk werden gesteld en Hamm zijn medaille mocht houden.
Hamm won tijdens deze spelen ook nog de zilveren medaille in de landenwedstrijd en de zilveren medaille aan de rekstok.

## Resultaten

### Olympische Zomerspelen
| Jaar | Plaats | Resultaten                                                                                             |
| ---- | ------ | --- |
| 2000 | Sydney | 5e in de landenwedstrijd 14e in de meerkamp                                                            |
| 2004 | Athene | in de meerkamp in de landenwedstrijd aan de rekstok 5e op vloer 7e aan de brug 6e op het paard voltige |

### Wereldkampioenschappen turnen
| Jaar | Plaats   | Resultaten                                        |
| ---- | -------- | ------------------------------------------------- |
| 2001 | Gent     | in de landenwedstrijd                             |
| 2002 | Debrecen | op vloer                                          |
| 2003 | Anaheim  | in de meerkamp · op vloer · in de landenwedstrijd |

1900: Gustave Sandras ·
1904: Julius Lenhart ·
1908: Alberto Braglia ·
1912: Alberto Braglia ·
1920: Giorgio Zampori ·
1924: Leon Štukelj ·
1928: Georges Miez ·
1932: Romeo Neri ·
1936: Alfred Schwarzmann ·
1948: Veikko Huhtanen ·
1952: Viktor Tsjoekarin ·
1956: Viktor Tsjoekarin ·
1960: Boris Sjachlin ·
1964: Yukio Endo ·
1968: Sawao Kato ·
1972: Sawao Kato ·
1976: Nikolaj Andrianov ·
1980: Aleksandr Ditjatin ·
1984: Koji Gushiken ·
1988: Vladimir Artemov ·
1992: Vitali Tsjerbo ·
1996: Li Xiaoshuang ·
2000: Aleksej Nemov ·
2004: Paul Hamm ·
2008: Yang Wei ·
2012: Kōhei Uchimura ·
2016: Kōhei Uchimura ·
2020: Daiki Hashimoto ·
2024: Shinnosuke Oka